# Brendan Haywood
Brendan Todd Haywood (ur. 27 listopada 1979 w Nowym Jorku) – amerykański zawodowy koszykarz, grający na pozycji środkowego, mistrz NBA z 2011.
Haywood ukończył szkołę średnią Dudley w Greensboro w Karolinie Północnej. W 1997 wystąpił w meczu gwiazd amerykańskich szkół średnich - McDonald’s All-American.
Absolwent Uniwersytetu Karoliny Północnej. Profesjonalna kariera Haywooda rozpoczęła się, gdy został wybrany przez Cleveland Cavaliers z 20 numerem draftu 2001, jednak nie rozegrał tam żadnego meczu i w ramach wymiany z Cleveland trafił do Orlando Magic, którzy z kolei wymienili go do Washington Wizards w zamian za Larry’ego Profita i wybór w pierwszej rundzie draftu. 13 lutego 2010 Haywood wziął udział w wymianie, w ramach której do Dallas Mavericks oprócz niego trafili Caronem Butlerem i DeShawnem Stevensonem, a do Wizards Josh Howard, Drew Gooden, James Singleton i Quinton Ross. 8 lipca 2010 Haywood przedłużył kontrakt z Mavericks, podpisując sześcioletnią umowę opiewającą na 55 milionów dolarów. W lipcu 2012 został zwolniony za pomocą amnestii przez Dallas Mavericks, po czym został przejęty przez Charlotte Bobcats. 12 lipca 2014, wraz z prawami do Dwighta Powella trafił do Cleveland Cavaliers w zamian za Scotty’ego Hopsona.
27 lipca 2015 roku trafił w wyniku wymiany do klubu Portland Trail Blazers. 3 dni później został zwolniony.

## Osiągnięcia
Na podstawie, o ile nie zaznaczono inaczej.
NCAA
- Uczestnik:
  - NCAA Final Four (1998, 2000)
  - turnieju NCAA (1998–2001)
- Mistrz:
  - turnieju konferencji Atlantic Coast (ACC – 1998)
  - sezonu regularnego ACC (2001)
- Wybrany do:
  - I składu defensywnego ACC (2001)
  - II składu:
    - All-American (2001 przez TSN)
    - ACC (2001)
    - turnieju ACC (2001)

  - III składu:
    - All-American (2001 przez NABC)
    - ACC (2000)
- Lider NCAA w skuteczności rzutów z gry (2000)[11]

NBA
- Mistrz NBA (2011)[12]
- Wicemistrz NBA (2015)[13]
- Uczestnik Rookie Challenge (2002)
- Debiutant miesiąca (grudzień 2001)

Reprezentacja
- Mistrz uniwersjady (1999)[14]